# Luštica, Herceg-Novi
Luštica este un sat din comuna Herceg Novi, Muntenegru. Conform datelor de la recensământul din 2003, localitatea are 338 de locuitori (la recensământul din 1991 erau 341 de locuitori).

## Demografie
În satul Luštica locuiesc 275 de persoane adulte, iar vârsta medie a populației este de 45,2 de ani (44,4 la bărbați și 45,9 la femei). În localitate sunt 120 de gospodării, iar numărul mediu de membri în gospodărie este de 2,78.
Populația localității este foarte eterogenă.
| \| Componența etnică conform recensământului din 2003[2] \| Componența etnică conform recensământului din 2003[2] \| Componența etnică conform recensământului din 2003[2] \| Componența etnică conform recensământului din 2003[2] \| Componența etnică conform recensământului din 2003[2] \| \| ----------------------------------------------------- \| ----------------------------------------------------- \| ----------------------------------------------------- \| ----------------------------------------------------- \| ----------------------------------------------------- \| \| \| \| \| \| \| \| Sârbi \| Sârbi \| \| 177 \| 52,36% \| \| Muntenegreni \| Muntenegreni \| \| 108 \| 31,95% \| \| Croați \| Croați \| \| 2 \| 0,59% \| \| Musulmani \| Musulmani \| \| 2 \| 0,59% \| \| Sloveni \| Sloveni \| \| 1 \| 0,29% \| \| necunoscută \| necunoscută \| \| 3 \| 0,88% \| |              |  |     |        |
| Componența etnică conform recensământului din 2003 |              |  |     |        |
| |              |  |     |        |
| Sârbi | Sârbi        |  | 177 | 52,36% |
| Muntenegreni | Muntenegreni |  | 108 | 31,95% |
| Croați | Croați       |  | 2   | 0,59%  |
| Musulmani | Musulmani    |  | 2   | 0,59%  |
| Sloveni | Sloveni      |  | 1   | 0,29%  |
| necunoscută | necunoscută  |  | 3   | 0,88%  |